# Patrick Konrad
Patrick Konrad (Mödling, 13 de octubre de 1991) es un ciclista austriaco, miembro del equipo Lidl-Trek.

## Palmarés
2014
- 1 etapa del Triptyque des Monts et Châteaux
- 1 etapa del Oberösterreichrundfahrt

2019
- 3.º en el Campeonato de Austria Contrarreloj
- Campeonato de Austria en Ruta

2021
- Campeonato de Austria en Ruta
- 1 etapa del Tour de Francia

## Resultados en Grandes Vueltas y Campeonatos del Mundo
Durante su carrera deportiva ha conseguido los siguientes puestos en las Grandes Vueltas. 
| Carrera         | Carrera         | 2010 | 2011 | 2012 | 2013 | 2014 | 2015 | 2016 | 2017 | 2018 | 2019 | 2020 | 2021 | 2022 | 2023 | 2024 | 2025 |
| --------------- | --------------- | ---- | ---- | ---- | ---- | ---- | ---- | ---- | ---- | ---- | ---- | ---- | ---- | ---- | ---- | ---- | ---- |
|                 | Giro de Italia  | —    | —    | —    | —    | —    | —    | —    | 16.º | 7.º  | —    | 8.º  | —    | —    | 20.º | —    | 73.º |
|                 | Tour de Francia | —    | —    | —    | —    | —    | —    | 65.º | —    | —    | 35.º | —    | 27.º | 15.º | 82.º | —    | —    |
|                 | Vuelta a España | —    | —    | —    | —    | —    | —    | —    | 96.º | —    | —    | —    | —    | —    | —    | Ab.  | —    |
| Mundial en Ruta | Mundial en Ruta | —    | —    | —    | —    | Ab.  | —    | —    | —    | 59.º | Ab.  | —    | —    | —    | —    | —    | —    |

—: no participa

Ab.: abandono